# Secret Hitler
Secret Hitler ist ein Brett-, Karten- und Deduktionsspiel der US-amerikanischen Spieleentwickler Thomas Maranges, Max Temkin, Mike Boxleiter und Mackenzie Schubert. Das Spiel erschien 2016 im Eigenverlag der Autoren und ist unter der Creative-Commons-Lizenz BY-NC-SA 4.0 verfügbar.

## Entwicklung
Die Inspiration für das Spiel bekamen die Entwickler Thomas Maranges, Max Temkin (bekannt durch das Kartenspiel Cards Against Humanity), Mike Boxleiter und Mackenzie Schubert durch andere Deduktionsspiele wie Cluedo oder Wer bin ich?. Sie analysierten, was ihnen daran gefiel und was nicht und wie man sie verbessern könnte. Später erwog das Team, die Zeit vor dem Zweiten Weltkrieg zu thematisieren, da es bei den Ereignissen vor Hitlers Machtergreifung in der Weimarer Republik laut Aussagen der Entwickler sehr viel Verrat und Opportunismus gegeben habe, was sich gut in das Spielprinzip habe eingliedern lassen. Im Dezember 2015 starteten die Entwickler ein Crowdfunding auf kickstarter.com. Als Mindestgrenze für die weitere Entwicklung des Spiels setzte man 54.450 US-Dollar. Bis zum Ende wurden Spenden in einer Höhe von insgesamt 1.479.046 US-Dollar eingenommen. Die ersten Exemplare des Spiels wurden im August 2016 an die Spender gesendet. Im Vorfeld der eigentlichen Veröffentlichung wurde gratis eine Print-and-Play-Version zur Verfügung gestellt. Das gesamte Spiel wurde im Herbst 2016 veröffentlicht.

## Spielprinzip
Zu Spielbeginn wird jedem Spieler zufällig die Rolle eines Liberalen oder Faschisten zugeordnet, ein Spieler bekommt jedoch eine Secret-Hitler-Karte. Die Faschisten versuchen, Misstrauen zu säen und ihren Führer an die Macht zu bringen. Die Liberalen müssen den geheimen Hitler finden und seine Machtergreifung aufhalten. Am Anfang des Spiels schließen alle Spieler ihre Augen, strecken einen Arm aus und ballen die Hand zur Faust. Die Faschisten geben sich gegenseitig zu erkennen, indem sie die Augen öffnen. Der geheime Hitler lässt seine Augen geschlossen, hebt aber seinen Daumen, damit die Faschisten sehen, wer ihr Führer ist. Die Faschisten kennen sich also untereinander und wissen, wer Hitler ist. Hitler und die Liberalen wissen nicht, welche Rolle die anderen Spieler haben. In jeder Runde wählen die Spieler einen Präsidenten und einen Kanzler, die zusammen eines von drei zufällig gewählten Gesetzen erlassen müssen. Wenn die Regierung ein faschistisches Gesetz erlässt, müssen die Spieler herausfinden, ob sie verraten wurden oder nur Pech beim Ziehen der Gesetzeskarten hatten. Im Spiel gibt es zudem noch bestimmte Möglichkeiten für die Regierung, den Faschisten Vorteile zu verschaffen. Das Ziel der Liberalen ist es, entweder fünf liberale Gesetze zu erlassen oder Hitler zu töten. Das Ziel der Faschisten ist es hingegen, entweder sechs faschistische Gesetze zu erlassen oder Hitler zum Kanzler zu machen, nachdem drei faschistische Gesetze erlassen werden konnten.

## Kritiken
Das Spiel erhielt größtenteils positive Kritiken. Luke Siuty vom Playboy schrieb zu dem Spiel: „Secret Hitler is far from a politically saturated, controversial game. The whole party will love it.“ (deutsch: Secret Hitler ist weit entfernt von einem politisch vollgestopften, kontroversen Spiel. Die gesamte Gruppe wird es lieben.). Die Betreiber des Podcasts von shutupandsitdown.com sagten, das Spiel sei das bestaussehende Hidden Role Game, das die Welt je gesehen habe. David Rudin von killscreen.com schrieb zu Secret Hitler, es sei „interesting, joyful, and mercifully not going for cheap laughs“ (deutsch: interessant, begeisternd, und glücklicherweise nicht auf billige Lacher aus.). Der deutsche YouTube-Kanal PietSmiet startete am 19. Januar 2016 ein Let’s Play zu dem Spiel, in dem sie ebenfalls größtenteils positive Reaktionen zeigten. Secret-Hitler-Erfinder Tommy Maranges selbst äußerte im Interview mit Philipp Nagels und Christin Martens von Business Insider Deutschland, dass das Spielen des Spiels so ähnlich sei, wie ein unterhaltsames Buch über den Zweiten Weltkrieg zu lesen.